# Sans un bruit 2
Pour les articles homonymes, voir Sans un bruit.
Série Sans un bruit
Sans un bruit
(2018) Sans un bruit : jour 1
(2024)
Pour plus de détails, voir Fiche technique et Distribution.
Sans un bruit 2 ou Un coin tranquille 2e partie au Québec (A Quiet Place Part II) est un film américain réalisé par John Krasinski, sorti en 2020.
Second volet de la série Sans un bruit, il s'agit de la suite directe du premier volet, du même réalisateur, sorti en 2018. Un film dérivé, Sans un bruit : jour 1, est sorti en 2024. Un autre film faisant suite à Sans un bruit 2 est également en projet et prévu pour 2025.
Le film commence après la contre-attaque contre les créatures vues à la fin du premier film. La veuve Evelyn Abbott et ses enfants quittent leur demeure pour s'aventurer en dehors de chez-eux. Ils découvriront rapidement qu'il y a d'autres survivants et qu'il existe d'autres menaces que les monstres.

## Synopsis
Un an avant les évènements du premier film, la famille Abbott assiste au match de baseball de leur fils aîné, Marcus. Au cours de la partie, un objet enflammé traverse le ciel et s'écrase sur la Terre, sous les yeux médusés des spectateurs. Alors que tout le monde quitte précipitamment le parc et cherche à rentrer chez soi, la ville est attaquée par des créatures extraterrestres possédant une force et une vitesse extraordinaires, ainsi qu'une peau indestructible. Aveugles, elles disposent également d'une ouïe surdéveloppée leur permettant de repérer et traquer leurs proies.
Dans le présent, les créatures aliens ont tué une grande partie de la population terrestre, dont Lee Abbott, qui s'est sacrifié dans le premier film pour sauver sa famille – sa femme Evelyn, sa fille sourde Regan, son fils Marcus, et son nouveau-né. Ayant découvert que la diffusion d'ondes audio à haute fréquence rendait les créatures vulnérables, Regan improvise un kit pour retransmettre les ultrasons émis par son implant cochléaire à travers un microphone et un haut-parleur, afin de pouvoir plus facilement mettre en difficulté et abattre les créatures.
Lee mort et leur maison ayant été détruite, la famille décide de rassembler quelques affaires et part à la recherche d'autres survivants ainsi que d'un nouvel abri pour se protéger. Ils emportent avec eux le kit de Regan pour repousser les créatures. Pour empêcher les pleurs du nouveau-né d'attirer l'attention, Evelyn conçoit également une boite hermétique dans laquelle elle place le bébé avec un masque à oxygène afin de lui permettre de respirer. Ils traversent la forêt et quittent la vallée à pied. Alors qu'ils pénètrent dans la cour d'une fonderie désaffectée, Evelyn déclenche accidentellement une alarme de fortune. Alors qu'ils fuient le son, Marcus se coince le pied dans un piège à ours qui le blesse grièvement. Malgré les supplications de sa mère, le garçon hurle de douleur, attirant une créature jusqu'à l'usine. Grâce à son kit, Regan parvient à repousser l'alien suffisamment longtemps pour que Evelyn l'abatte avec son fusil. Elles libèrent Marcus et la famille s'enfuit à l'intérieur du bâtiment, alors que d'autres créatures arrivent. Ils sont alors secourus par un homme, qui se révèle être Emmett, un ancien ami de Lee. Ce dernier les conduit dans un bunker aménagé sous la fonderie et doté de cuves hermétiques et insonorisées dans lesquelles il est possible de s'enfermer quelques minutes pour échapper aux créatures. Evelyn apprend que les fils d'Emmett ont été tués, et que sa femme est morte de maladie plusieurs mois plus tard. Elle lui reproche de ne pas avoir eu le courage de venir les aider alors qu'il savait qu'ils vivaient dans la vallée, et malgré ses réticences, Emmett accepte d'accueillir la famille par culpabilité.
Dans le bunker, Regan et Marcus – qui souffre toujours de sa blessure – découvrent le signal d'une station de radio qui joue en boucle la chanson Beyond the Sea. La famille comprend que d'autres personnes ont survécu, mais Emmett les avertit : certains survivants sont aussi dangereux que les créatures. Regan est néanmoins déterminée à honorer la volonté de son père – qui aurait voulu mettre sa famille à l'abri et aider les autres – et à rejoindre ces survivants, qu'elle pense localiser sur une île grâce aux paroles de la chanson. La jeune fille se confie alors à son frère Marcus : elle pense que si elle parvient à atteindre la tour de radio de l'île, les ultrasons émis par son kit pourront être transmis à d'autres survivants qui pourront alors utiliser le signal de radio comme une arme contre les créatures. Malgré les protestations de son frère, l'adolescente s'enfuit en secret et quitte la fonderie en longeant les lignes de chemins de fer. En découvrant sa disparition, Evelyn implore Emmett de retrouver et ramener sa fille, ce qu'il finit par accepter. Il sauve la jeune fille in extremis alors qu'elle était piégée dans un wagon de train, incapable de se défendre contre une créature malgré son kit et son fusil. Malgré la promesse faite à Evelyn et ses difficultés pour communiquer avec la jeune sourde, Emmett se laisse convaincre et décide de l'aider dans sa mission.
Pendant ce temps, malgré les supplications de Marcus, Evelyn laisse ses fils à la fonderie afin de se rendre en ville de nuit pour récupérer des médicaments pour soigner son fils aîné, et des bonbonnes d'oxygène pour remplacer celle, presque vide, de son bébé. Pendant son absence, Marcus décide d'explorer la fonderie et découvre le cadavre de la femme d'Emmett. Surpris et apeuré, il percute bruyamment des objets, ce qui alerte les créatures aux alentours. Marcus se précipite pour se réfugier avec son petit frère dans l'une des cuves, mais il la verrouille par accident. Rapidement a cours d'oxygène, le jeune garçon essaye de tenir et de sauver le nouveau-né grâce au masque à oxygène et à la bonbonne, mais celle-ci finit par se vider.
Au même moment, Emmett et Regan arrivent à une marina et se mettent à la recherche d'un bateau. Ils sont pris en embuscade par un groupe d'humains devenus sauvages qui piègent Emmett dans un filet à clochette et tentent de kidnapper Regan. Pour leur échapper, Emmett fait volontairement du bruit et attire deux créatures qui massacrent le groupe d'humains ; cette diversion permet à Regan et Emmett de plonger dans l'eau. L'une des créatures se noie en essayant de les pourchasser, ce qui indique que les aliens ne savent pas nager. Emmett et Regan embarquent alors sur une barque et atteignent une île où ils sont recueillis par d'autres survivants, regroupés en une petite colonie menant une vie relativement normale car ne craignant pas les attaques des créatures. Le leader de la colonie apprend à Emmett que lorsque le gouvernement a découvert que les aliens ne pouvaient pas nager, la Garde nationale a essayé d'évacuer autant de monde que possible sur les îles côtières, mais qu'en raison d'un mouvement de foule et de la panique collective, seule une poignée de personnes a réellement pu quitter la marina et survivre.
De retour à la fonderie, Evelyn parvient à attirer la créature hors du bunker : elle tente alors de l'immoler par le feu, avant de déclencher l'extincteur automatique à eau. La pluie improvisée brouille l'ouïe de la créature, ce qui permet à Evelyn de revenir à la cuve sans attirer son attention, et de sauver ses fils de l'asphyxie.
À l'aube, sur l'île, alors qu'il s'accorde un moment de répit, Emmett découvre qu'une créature a réussi à monter sur l'un des bateaux de la marina et a dérivé jusqu'à la plage de l'île. Emmett tente alors de prévenir les habitants de la colonie du danger, mais ceux-ci se font alors attaquer. Le leader de la colonie et lui ont tout juste le temps de mettre le fils de ce dernier et un autre enfant à l'abri, avant de grimper à bord d'une voiture en compagnie de Regan, et d'attirer la créature hors de la ville en klaxonnant. Ils conduisent jusqu'à la station de radio, mais inquiet pour son fils, le leader de la colonie est attaqué et tué dans un moment d'inattention. Emmett et Regan s'enfuient dans la station et tentent d'atteindre la salle de diffusion malgré la présence de la créature. Emmett est alors gravement blessé et à la merci de l'alien, mais Regan parvient alors à diffuser les ultrasons de son kit à travers les haut-parleurs de la station, ce qui handicape la créature. La jeune fille en profite alors et fracasse la tête de l'alien avec une barre en métal, la tuant et sauvant ainsi la vie d'Emmett.
En parallèle, à la fonderie, les bouteilles d'oxygène étant vides, Evelyn tente de sortir de la cuve du bunker mais la créature est toujours là et en profite pour l'attaquer. Alors qu'ils sont acculés au fond de la cuve, Marcus entend les ultrasons émis par sa sœur à travers sa radio portable, et dans un élan de courage, il parvient à activer le haut-parleur de l'appareil pour faire reculer la créature, qu'il abat avec le revolver de sa mère.
À la station, Regan laisse son implant connecté au microphone de la radio afin d'émettre des ultrasons en continu, ce qui permet à n'importe quelle personne recevant la fréquence de s'en servir comme d'une arme pour survivre.

## Fiche technique
Sauf indication contraire, les informations mentionnées dans cette section peuvent être confirmées par les bases de données cinématographiques IMDb et Allociné,  présentes dans la section « Liens externes ».
- Titre original : A Quiet Place: Part II
- Titre français : Sans un bruit 2
- Titre québécois : Un coin tranquille 2e partie[1]
- Réalisation : John Krasinski
- Scénario : John Krasinski, d'après les personnages créés par Scott Beck et Bryan Woods
- Musique : Marco Beltrami
  - Musiques additionnelles : Steve Davis, Miles Hankins, Brandon Roberts et Marcus Trumpp
- Direction artistique : Christopher J. Morris
- Décors : Jess Gonchor
- Costumes : Kasia Walicka-Maimone
- Photographie : Polly Morgan
- Son : Erik Aadahl, Michael Barosky, Brandon Proctor, Ethan Van der Ryn
- Montage : Michael P. Shawver
- Production : Michael Bay, Andrew Form, Brad Fuller et John Krasinski
  - Production déléguée : Aaron Janus, JoAnn Perritano et Allyson Seeger
  - Coproduction : Alexa Zinz Ginsburg
- Sociétés de production : Buffalo FilmWorks, Platinum Dunes et Sunday Night Productions, présenté par Paramount Pictures
- Sociétés de distribution : Paramount Pictures (États-Unis) ; Paramount Pictures France (France) ; Paramount/Sony Pictures Entertainment (Belgique)[2] ; Warner Bros. (Suisse)[2]
- Budget : 61 millions de de dollars[3]
- Pays de production :  États-Unis
- Langues originales : anglais, langue des signes américaine
- Format : couleur — 35 mm[4] — 2,39:1 (Panavision) — son Dolby Atmos / DTS
- Genre : thriller, drame, horreur, science-fiction
- Durée : 97 minutes
- Dates de sortie[5] :
  - États-Unis : 8 mars 2020 (première mondiale à New York - Lincoln Center Frederick P. Rose Hall.)[6],[7] ; 28 mai 2021 (sortie nationale)
  - Québec : 28 mai 2021[1]
  - France : 16 juin 2021[8]
  - Belgique, Suisse romande : 23 juin 2021[9],[10]
- Classification[11] :
  - États-Unis : accord parental recommandé, film déconseillé aux moins de 13 ans (certificat #52468) (PG-13 - Parents Strongly Cautioned)[N 1]
  - France : interdit aux moins de 12 ans[12],[N 2]
  - Belgique : interdit aux moins de 16 ans (KNT/ENA : Kinderen Niet Toegelaten  / Enfants Non Admis)[10],[13],[N 3]
  - Québec : 13 ans et plus (13+ / 13 years and over)[1]
  - Suisse romande : interdit aux moins de 16 ans[14]

## Distribution
- Emily Blunt (VF : Laëtitia Lefebvre ; VQ : Camille Cyr-Desmarais) : Evelyn Abbott
- Millicent Simmonds (VF : Garance Pauwels ; VQ : Léa Coupal-Soutière) : Regan Abbott
- Noah Jupe (VF : Enzo Ratsito ; VQ : Paul Malo) : Marcus Abbott
- Cillian Murphy (VF : Rémi Bichet ; VQ : Patrice Dubois) : Emmett
- Djimon Hounsou (VF : Frantz Confiac) : le leader de la colonie
- Lauren-Ashley Cristiano : la femme d'Emmett
- Wayne Duvall : Roger
- John Krasinski (VF : Stéphane Pouplard ; VQ : Frédérik Zacharek) : Lee Abbott
- Scoot McNairy : le chef des pirates
- Gary Sundown (VQ : Marc-André Bélanger) : l'homme sur l'île

 Source et légende : version québécoise (VQ) sur Doublage.qc.ca

## Production

### Développement
Paramount Pictures distribue le premier film Sans un bruit (A Quiet Place) aux États-Unis ainsi qu'au Canada et gagne 50,2 millions de dollars en fin de la première semaine, bien au-dessus de l'estimation de mi-20 millions de dollars. En avril 2019, Jim Gianopulos, président et dirigeant de Paramount, annonce que la suite est en développement.
En août 2018, John Krasinski est en train d'écrire le scénario, sachant que le réalisateur n'est pas encore annoncé. En janvier 2019, selon John Krasinski, Paramount a rejeté toutes présentations venant des scénaristes et réalisateurs considérées comme hors-sujets, et l'a invité à réécrire à partir de sa « petite idée qui correspondrait bien à l'univers (du premier film) et qui pourrait être excitant » (« tiny idea that fit that world and could be exciting »).
En février 2019, John Krasinski est finalement engagé à tourner la suite.
Quant à l'histoire du film, le directeur de la photographie Polly Morgan explique que « (…) les enfants grandissent, explorent le monde et apprennent à se protéger » (« It's more about the children growing up, exploring the world and learning to protect themselves »).

### Attribution des rôles
En février 2019, The Hollywood Reporter annonce que les acteurs Emily Blunt, Millicent Simmonds et Noah Jupe reprennent leur rôle. En mars, Cillian Murphy les rejoint. En juin, l'acteur Brian Tyree Henry est engagé, mais il quitte le film à cause d'un problème de planification. Il est remplacé par Djimon Hounsou en août.

### Tournage
En juin 2019, la production commence. Le 25 juillet, le tournage commence officiellement à Upstate New York, y compris le comté d'Érié et un de ses villages Akron. On précise également la ville de North Tonawanda et le hameau d'Olcott dans le comté de Niagara et le Barcelona Harbor dans la ville de Westfield dans le comté de Chautauqua. Le plateau de tournage a lieu à Buffalo, ainsi que le South Grand Island Bridge pour les dernières prises de vues. La production a investi plus de 10 millions de dollars à Upstate New York, créé 400 locations et 300 acteurs impliqués. Fin septembre, le tournage s'achève.

## Accueil

### Promotion
Une bande-annonce teaser de trente secondes est dévoilée avec la sortie du film Black Christmas, projeté le 13 décembre 2019. Moins d'une semaine plus tard, la bande-annonce fait son apparition sur Internet. Après la bande-annonce, un nouveau poster est publié sur Internet. Une autre bande-annonce plus longue est publiée le 1er janvier 2020. Le 4 mars 2020 avant sa sortie, un nouveau poster en version IMAX est publié. Le 6 mai 2021, une nouvelle bande-annonce finale est publiée sur Internet.

### Festival et sorties
Le film est présenté en avant-première à New York, le 8 mars 2020. À l'origine, Paramount Pictures a planifié sa sortie le 15 mai 2020. Elle change de date : il sort finalement le 20 mars 2020 comme au Québec. Mais le 12 mars 2020, il est annoncé que la sortie est reportée à cause de la pandémie de Covid-19.
Quant à la France, elle prévoit la sortie deux jours avant celle des États-Unis : le 18 mars 2020. Le 13 mars 2020, on annonce que la sortie est « reportée à une date ultérieure » à cause de la pandémie de Covid-19.
En début d'avril, Paramount Pictures annonce une nouvelle date de sortie le 4 septembre 2020 aux États-Unis et en France le 9 septembre 2020. Au mois de juillet 2020, le film est une nouvelle fois repoussé au 23 avril 2021 aux États-Unis et en France le 21 avril 2021 ce qui entraîne la fermeture des salles de cinémas américains. Mi-janvier, le film est encore une fois repoussé au 17 septembre aux États-Unis et, en France, le 8 septembre.
Au mois de février 2021, Paramount a annoncé que le film sortira à la fois au cinéma et sur Paramount+ pendant 45 jours après la sortie cinéma pour éviter un nouveau report du film, comme Warner Bros l'a fait avec les films en grosses productions mais avec 31 jours de sortie streaming sur HBO Max.
Il devait sortir en France le 26 mai 2021, mais sa sortie est repoussée de 3 semaines au 16 juin pour éviter la concurrence avec plusieurs films en grosse production comme Spirale : L'Héritage de Saw.

### Accueil critique
Le film reçoit des critiques presse globalement positives. Sur l'agrégateur de critiques Rotten Tomatoes, il obtient 91 % d'avis favorables pour 361 critiques et une note moyenne de 7,5⁄10. Le consensus suivant résume les critiques compilées par le site : « Suite angoissante de son prédécesseur, A Quiet Place Part II élargit le monde terrifiant de la franchise sans en perdre la trace ». Sur Metacritic, il obtient une note moyenne de 71⁄100 pour 57 critiques.
Sur le site Allociné, qui recense 26 critiques de presse, le film obtient la note moyenne de 3,4⁄5.

### Box-office
| Pays ou région | Box-office      | Date d'arrêt du box-office | Nombre de semaines |
| -------------- | --------------- | -------------------------- | ------------------ |
| États-Unis     | 160 072 261 $   | 26 août 2021               | 13                 |
| France         | 646 817 entrées | 13 juillet 2021            | 4                  |
| Total mondial  | 297 713 818 $   | 26 août 2021               | 13                 |

## Distinctions
Source : Internet Movie Database et Allociné

### Distinctions en 2021
| Évènements                                                  | Catégorie / Récompense                             | Nommé(es) / Lauréat(es)                                 | Résultat   |
| ----------------------------------------------------------- | -------------------------------------------------- | ------------------------------------------------------- | ---------- |
| Bandung Film Festival                                       | Film importé remarquable                           | Michael Bay, Andrew Form, Brad Fuller et John Krasinski | Nomination |
| Golden Tomato Awards                                        | Meilleur film d'horreur                            | Sans un bruit 2                                         | Lauréat    |
| Golden Trailer Awards                                       | Le meilleur du spectacle                           | Paramount Pictures                                      | Lauréat    |
| Golden Trailer Awards                                       | Meilleur spot télévisé pour un thriller            | Paramount Pictures et Create Advertising Group          | Lauréat    |
| Golden Trailer Awards                                       | Meilleure bande-annonce d'un film d'horreur        | Paramount Pictures et Create Advertising Group          | Lauréat    |
| Golden Trailer Awards                                       | Meilleur spot télévisé d'un film d'horreur         | Paramount Pictures et Create Advertising Group          | Nomination |
| Hollywood Critics Association Awards                        | Meilleur film d'horreur                            | Michael Bay, Andrew Form, Brad Fuller et John Krasinski | Nomination |
| Hollywood Critics Association Midseason Awards              | Meilleure actrice                                  | Millicent Simmonds                                      | Lauréat    |
| Hollywood Critics Association Midseason Awards              | Meilleur acteur dans un second rôle                | Cillian Murphy                                          | Lauréat    |
| Hollywood Critics Association Midseason Awards              | Meilleur film                                      | Sans un bruit 2                                         | Nomination |
| Hollywood Critics Association Midseason Awards              | Meilleure actrice dans un second rôle              | Emily Blunt                                             | Nomination |
| Hollywood Critics Association Midseason Awards              | Meilleur réalisateur                               | John Krasinski                                          | Nomination |
| Hollywood Critics Association Midseason Awards              | Meilleur scénario                                  | John Krasinski                                          | Nomination |
| Hollywood Music In Media Awards                             | Meilleure musique originale pour un film d'horreur | Marco Beltrami                                          | Lauréat    |
| Indiana Film Journalists Association                        | Meilleure actrice                                  | Millicent Simmonds                                      | Nomination |
| Las Vegas Film Critics Society Awards                       | Meilleur film d'horreur ou de science-fiction      | Sans un bruit 2                                         | Nomination |
| Las Vegas Film Critics Society Awards                       | Meilleur jeune acteur                              | Noah Jupe                                               | Nomination |
| Las Vegas Film Critics Society Awards                       | Meilleure jeune actrice                            | Millicent Simmonds                                      | Nomination |
| Location Managers Guild International Awards (LMGI)         | Lieux exceptionnels dans un film contemporain      | Mara Alcaly, John Hutchinson et Joseph Mullaney         | Nomination |
| People's Choice Awards                                      | Film dramatique de l'année                         | Michael Bay, Andrew Form, Brad Fuller et John Krasinski | Nomination |
| People's Choice Awards                                      | Star de film dramatique de l'année                 | Emily Blunt                                             | Nomination |
| Phoenix Critics Circle Awards                               | Meilleur film de science-fiction                   | Sans un bruit 2                                         | Nomination |
| Ruderman Family Foundation Seal of Authentic Representation | Sceau de la représentation authentique             | Sans un bruit 2                                         | Lauréat    |
| St. Louis Film Critics Association Awards                   | Meilleur film d'horreur                            | Sans un bruit 2                                         | Lauréat    |
| Sunset Film Circle Awards                                   | Meilleur film d'horreur                            | 2e place                                                | Nomination |
| Women Film Critics Circle                                   | "Les femmes se sauvent elles-mêmes"                | Sans un bruit 2                                         | Lauréat    |

### Distinctions en 2022
| Évènements                                                         | Catégorie / Récompense                                                     | Nommé(es) / Lauréat(es) | Résultat   |
| ------------------------------------------------------------------ | -------------------------------------------------------------------------- | --- | ---------- |
| Academy of Science Fiction, Fantasy & Horror Films - Saturn Awards | Meilleur film d'horreur                                                    | Sans un bruit 2 | Nomination |
| Academy of Science Fiction, Fantasy & Horror Films - Saturn Awards | Meilleure actrice                                                          | Emily Blunt | Nomination |
| Academy of Science Fiction, Fantasy & Horror Films - Saturn Awards | Meilleur jeune acteur                                                      | Noah Jupe | Nomination |
| Academy of Science Fiction, Fantasy & Horror Films - Saturn Awards | Meilleure jeune actrice                                                    | Millicent Simmonds | Nomination |
| BAFTA Awards                                                       | Meilleur son                                                               | Erik Aadahl, Michael Barosky, Malte Bieler, Brandon Proctor et Ethan Van der Ryn                                                         | Nomination |
| BloodGuts UK Horror Awards                                         | Meilleure actrice                                                          | Millicent Simmonds | Nomination |
| Critics' Choice Super Awards                                       | Meilleur film d'horreur                                                    | Sans un bruit 2 | Lauréat    |
| Critics' Choice Super Awards                                       | Meilleur acteur dans un film d'horreur                                     | Cillian Murphy | Nomination |
| Critics' Choice Super Awards                                       | Meilleure actrice dans un film d'horreur                                   | Millicent Simmonds | Nomination |
| Denver Film Critics Society                                        | Meilleur film de science-fiction / horreur                                 | Sans un bruit 2 | Nomination |
| DiscussingFilm Critics Awards                                      | Meilleur son                                                               | Sans un bruit 2 | Nomination |
| Fangoria Chainsaw Awards                                           | Chainsaw Award de la meilleure performance dans un second rôle             | Millicent Simmonds | Lauréat    |
| Fangoria Chainsaw Awards                                           | Meilleur film à large diffusion                                            | Sans un bruit 2 | Nomination |
| Gold Derby Awards                                                  | Meilleur son                                                               | Erik Aadahl et Ethan Van der Ryn | Nomination |
| Golden Schmoes Awards                                              | Golden Schmoes du meilleur film d'horreur de l'année                       | Sans un bruit 2 | Lauréat    |
| Hawaii Film Critics Society Awards                                 | Meilleur film de science-fiction                                           | Sans un bruit 2 | Nomination |
| Hawaii Film Critics Society Awards                                 | Meilleur film d'horreur                                                    | Sans un bruit 2 | Nomination |
| Hawaii Film Critics Society Awards                                 | Meilleur son                                                               | Erik Aadahl, Michael Barosky, Malte Bieler, Brandon Proctor et Ethan Van der Ryn                                                         | Nomination |
| Hollywood Critics Association Awards                               | Meilleur film d'horreur                                                    | Sans un bruit 2 | Nomination |
| ICG Publicists Awards                                              | Meilleur film                                                              | Sans un bruit 2 | Nomination |
| Minnesota Film Critics Alliance Awards                             | Meilleur travail sonore                                                    | Erik Aadahl, Michael Barosky, Malte Bieler, Brandon Proctor et Ethan Van der Ryn                                                         | Nomination |
| Motion Picture Sound Editors                                       | Meilleur montage sonore dans un long métrage - Dialogues et doublages      | Matt Cavanaugh, Vanessa Lapato, Nancy Nugent et Ethan Van der Ryn                                                                        | Nomination |
| Motion Picture Sound Editors                                       | Meilleur montage sonore - Musique                                          | Nancy Allen, Ramiro Belgardt, Jim Schultz et Del Spiva                                                                                   | Nomination |
| Motion Picture Sound Editors                                       | Meilleur montage sonore dans un long métrage - Effets sonores et bruitages | Erik Aadahl, Steve Baine, Malte Bieler, Matt Cavanaugh, Chris Diebold, Brandon Jones, Jonathan Klein, Peter Persaud et Ethan Van der Ryn | Nomination |
| MTV Movie & TV Awards                                              | Performance la plus effrayante                                             | Millicent Simmonds | Nomination |
| Music City Film Critics' Association Awards                        | Meilleur film d'horreur                                                    | Sans un bruit 2 | Lauréat    |
| Music City Film Critics' Association Awards                        | Meilleur jeune acteur                                                      | Noah Jupe | Nomination |
| Music City Film Critics' Association Awards                        | Meilleure jeune actrice                                                    | Millicent Simmonds | Nomination |
| Music City Film Critics' Association Awards                        | Meilleur son                                                               | Sans un bruit 2 | Nomination |
| Online Film and Television Association                             | Meilleurs effets sonores                                                   | Sans un bruit 2 | Nomination |
| Online Film and Television Association                             | Meilleur son                                                               | Erik Aadahl, Michael Barosky, Malte Bieler, Brandon Proctor et Ethan Van der Ryn                                                         | Nomination |
| San Diego Film Critics Society                                     | Meilleure conception sonore                                                | Erik Aadahl et Ethan Van der Ryn | Nomination |
| Society of Camera Operators                                        | Meilleur long métrage                                                      | Sans un bruit 2 | Nomination |

## Éditions en vidéo
- En France, le film Sans un bruit 2 est sorti en DVD, Blu-ray, ainsi qu'une version 4K Ultra HD + Blu-ray le 27 octobre 2021[46],[47],[48]. Une version 4K Ultra HD + Blu-ray en édition boîtier SteelBook est également sortie le 27 octobre 2021[49]. Le film est également sorti en VOD le 13 octobre 2021[8].
- Au Québec, le film est sorti en DVD et Blu-ray le 27 juillet 2021[1].

## Suite
Un troisième film, Sans un bruit : jour 1 (A Quiet Place: Day One), est réalisé par Michael Sarnoski et tourné en 2023. Il s'agit d'un film dérivé racontant le début de l'attaque extraterrestre, avec notamment Joseph Quinn et Lupita Nyong'o. Un autre film faisant suite à Sans un bruit 2 et réalisé par John Krasinski est également prévu.